# Пламен Симеонов
Пламен Симеонов (роден на 11 ноември 1961 г.) е бивш български футболист, полузащитник. В кариерата си е играл за Бдин (Видин), Славия (София), белгийският Антверпен и португалският Фарензе.

## Биография
Симеонов започва кариерата си в Бдин (Видин). Изиграва за отбора 132 мача в Б група и бележи 6 гола.
През лятото на 1985 г. е привлечен в Славия (София), където бързо се утвърждава като основен футболист. Още в дебютния си сезон 1985/86 записва 28 мача с 10 гола, като с отбора печели бронзовите медали в първенството. Със Славия е двукратен носител на Балканската купа през 1986 г. и 1988 г. Общо изиграва 127 мача и бележи 35 гола в А група.
В началото на 1990 г. Симеонов е продаден на белгийския Антверпен за 275 000 щатски долара. През сезон 1990/91 изиграва 6 мача за тима в местното елитно първенство. След това преминава в португалския Фарензе.
През 1993 г. се завръща в Славия, където изиграва 19 мача през сезон 1993/94. След края на кампанията слага край на кариерата си.

## Успехи
Славия (София)
- Балканска купа:
  -  Носител (2): 1986, 1988